# Stralsund (ferry)
Le Stralsund est le nom d'un ancien ferry traversier-rail datant de 1890 qui assurait le passage du Strelasund entre Stralsund et Altefähr (île de Rügen).
Depuis le 11 mars 2017, en tant que plus ancien navire à vapeur de chemin de fer au monde, il est devenu un navire musée dans le port de Wolgast (Mecklembourg-Poméranie-Occidentale)
Il est classé monument historique en Allemagne . 

## Historique
Le navire a été construit par Schichau-Werft à Elbing en Pologne. le Stralsund a été mis en service le 20 décembre 1890 en tant que troisième ferry sur la liaison entre le port de Stralsund et Gralhof près d'Altefähr. Après l'utilisation de ferrys plus grands sur le Strelasund vers la fin du XIXe siècle en raison de la forte augmentation du trafic de fret vers l'île de Rügen, le Stralsund a été déplacé à Swinemünde vers 1901.
Il a servi sur la liaison entre les îles d'Usedom et de Wolin. Pouvant également être utilisé comme brise-glace, il a été utilisé pendant les mois d'hiver pour garder le canal de l'Empereur et le Swine libres de glace, ainsi que le passage maritime vers Sassnitz. Lorsque le ferry-traversier-rail suédois Drottning Victoria (de) s'est échoué devant Stubbenkammer le 20 février 1915, le Stralsund a participé à l'opération de sauvetage et a embarqué les passagers.
Le 1er octobre 1924, le ferry devint la propriété de la Deutsche Reichsbahn et était subordonné à la Reichsbahndirektion Stettin. En 1926, des réparations majeures ont été effectuées chez AG Vulcan Stettin ; le navire a été allongé d'un mètre afin de pouvoir transporter des véhicules à bagages plus gros.
À partir de l'automne 1936, les matériaux de construction sont transportés par ferry vers le centre de recherche de l'armée de Peenemünde. Des transports secrets de technologie et de systèmes ont été effectués depuis Sassnitz. Les installations d'essai de fusées de l'île Greifswalder Oie ont également été approvisionnées en matériel par le Stralsund. Le navire a survécu au bombardement de Peenemünde (Operation Hydra (1943) (en) dans la nuit du 18 août sans dommage.

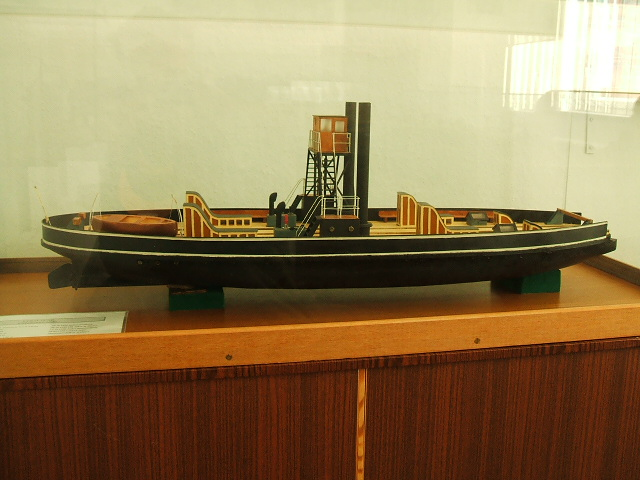
Maquette au musée maritime de Stralsund

Pour le compte de l'administration militaire soviétique en Allemagne, des voyages de transport avec des parties du centre de recherche de l'armée à Stettin et Swinemünde ont été effectués de 1945 à 1949. Des fusées d'essai coulées ont été recherchées à Greifswalder Oie. Avec la démarcation à l'ouest de Swinemünde lors de la conférence de Potsdam, l'île d'Usedom a perdu sa dernière liaison ferroviaire avec le continent. Les troupes pionnières soviétiques installent des terminaux de ferry dans le port de Wolgast et sur l'île d'Usedom. Le ferry a de nouveau été utilisé pour transporter des personnes et des marchandises de Wolgast à l'île d'Usedom à l'été 1946. En septembre 1949, le ferry se rend pour la dernière fois à Stettin et Swinemünde, puis il est remis à la Deutsche Reichsbahn.
Jusqu'en 1990, le ferry n'était utilisé que sur Wolgast. L'état des machines à vapeur s'étant détérioré dans les années 1980, malgré les travaux d'entretien, le navire a tout de même été déclaré monument technique et son activité de traversier s'est toutefois poursuivie avec l'aide d'un remorqueur. Après la célébration du centenaire du service du bateau à vapeur  le 26 octobre 1990, le dernier voyage officiel a été effectué le 13 décembre 1990. La Deutsche Reichsbahn n'étant plus prête à faire effectuer d'autres réparations, le Stralsund a été officiellement mis hors service le 31 décembre 1991.

### Préservation
En 1992, la ville de Wolgast est devenue propriétaire du ferry. Sous la tutelle de l'autorité de protection des monuments, des travaux de réparation ont été effectués au printemps 1993 par des sociétés spécialisées régionales. La modernisation de la flotte de traversier-rail sur l'île d'Usedom a rendu nécessaire sa réactivation en ferry ferroviaire entre 1993 et 1995. À partir de juin 1997, le ferry, maintenant appelé Stralsund, se trouvait dans le port-musée de Wolgast et pouvait être vu là-bas. 
Le Dampf-Eisenbahnfährschiff Stralsund e.V. a été fondée en 2014 pour la préservation du navire. En mars 2017 il a été transporté dans le port de la ville de Wolgast, après des travaux de maintenance pour la flottabilité, afin qu'il puisse continuer à être utilisé comme navire musée.

## Galerie

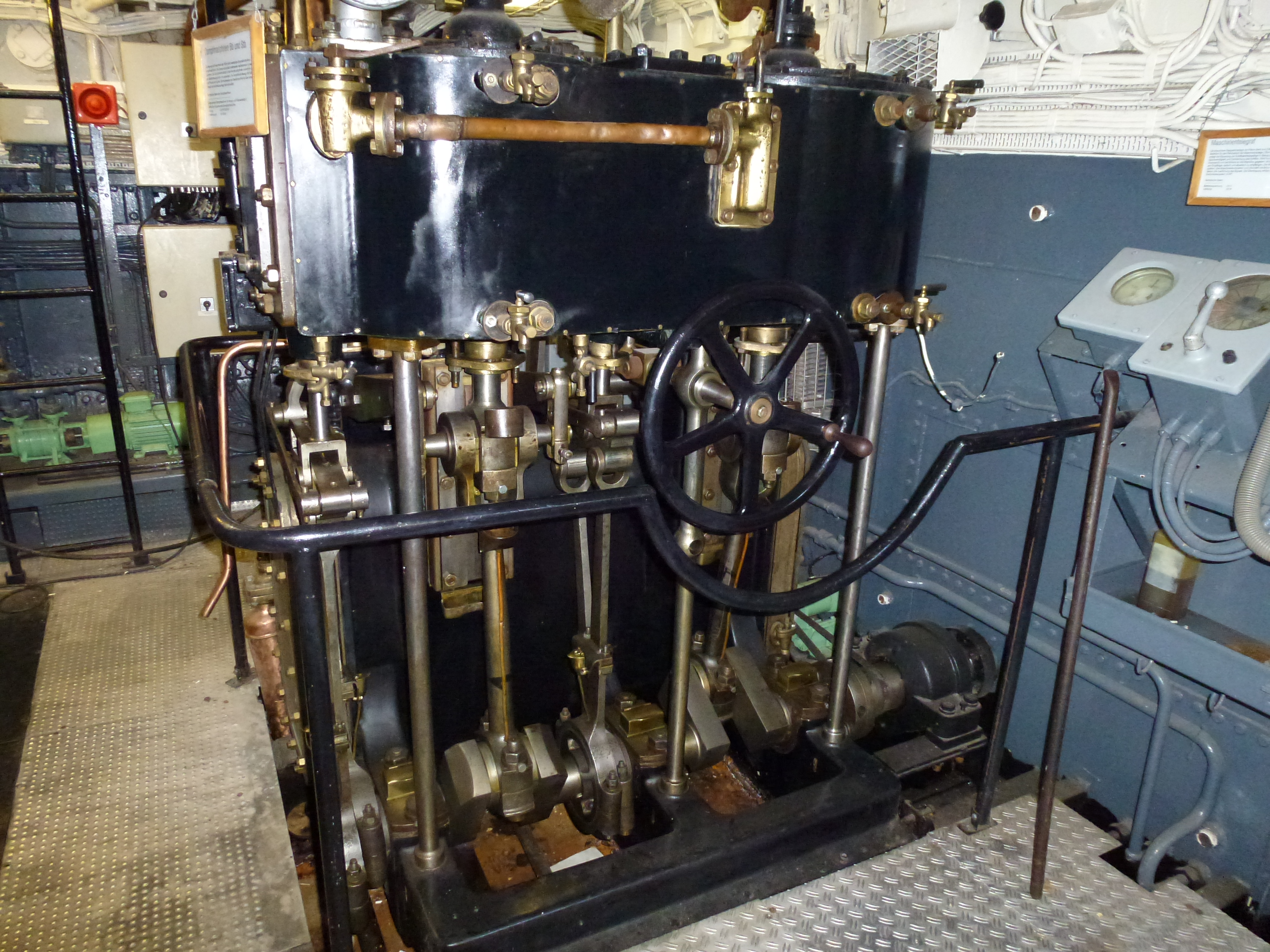
Machine à vapeur
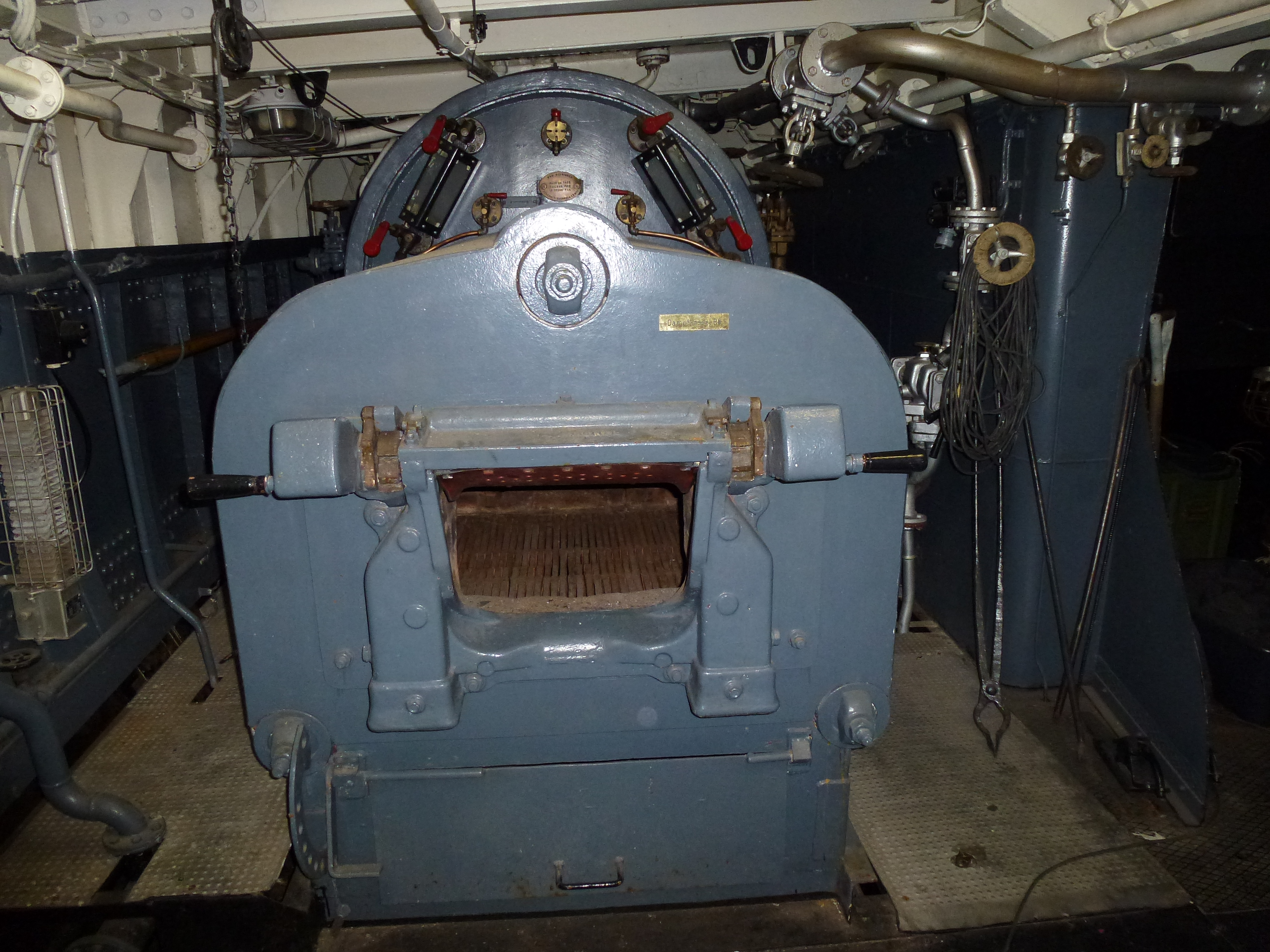
Chaudière
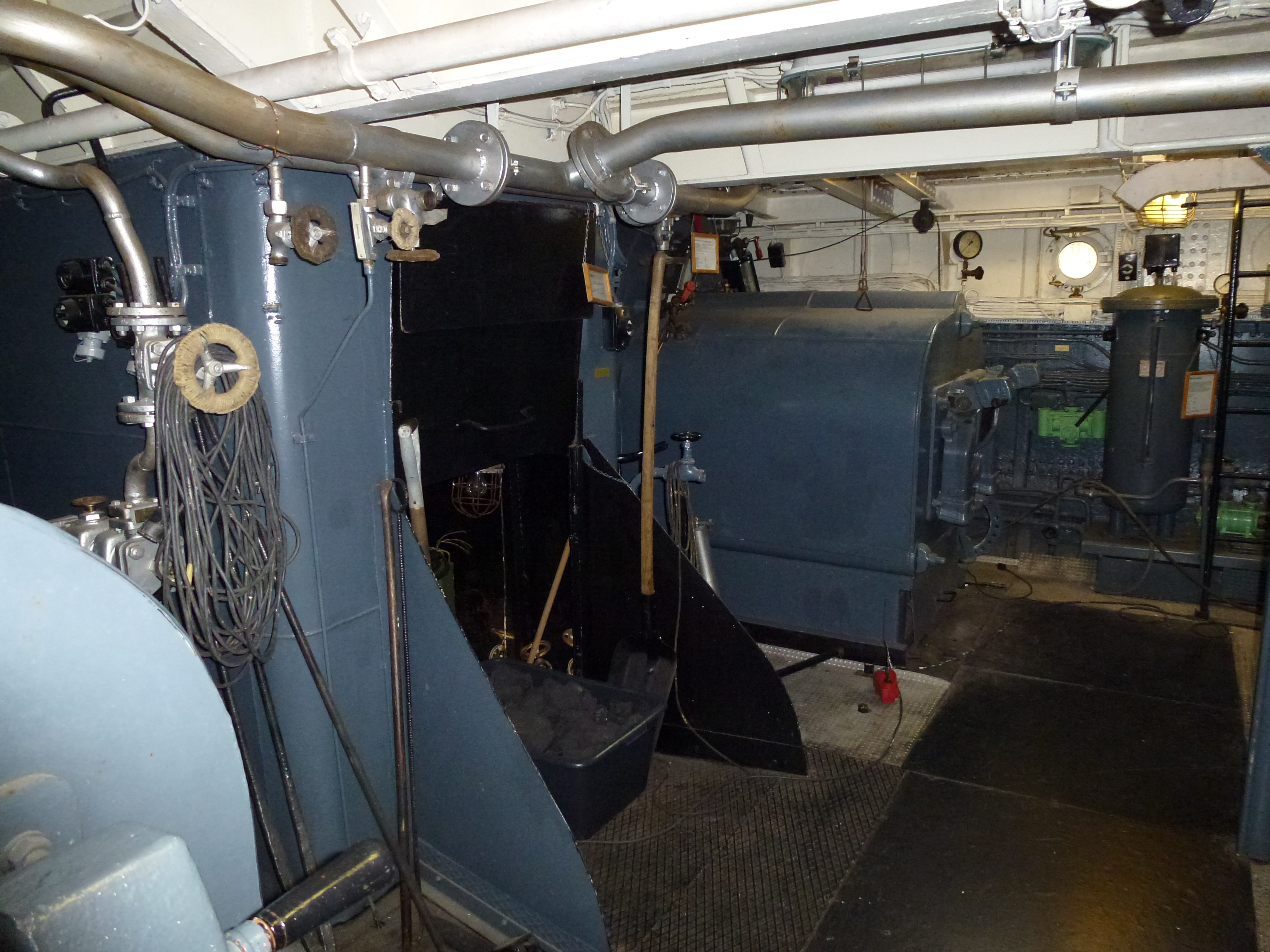
Salle des machines
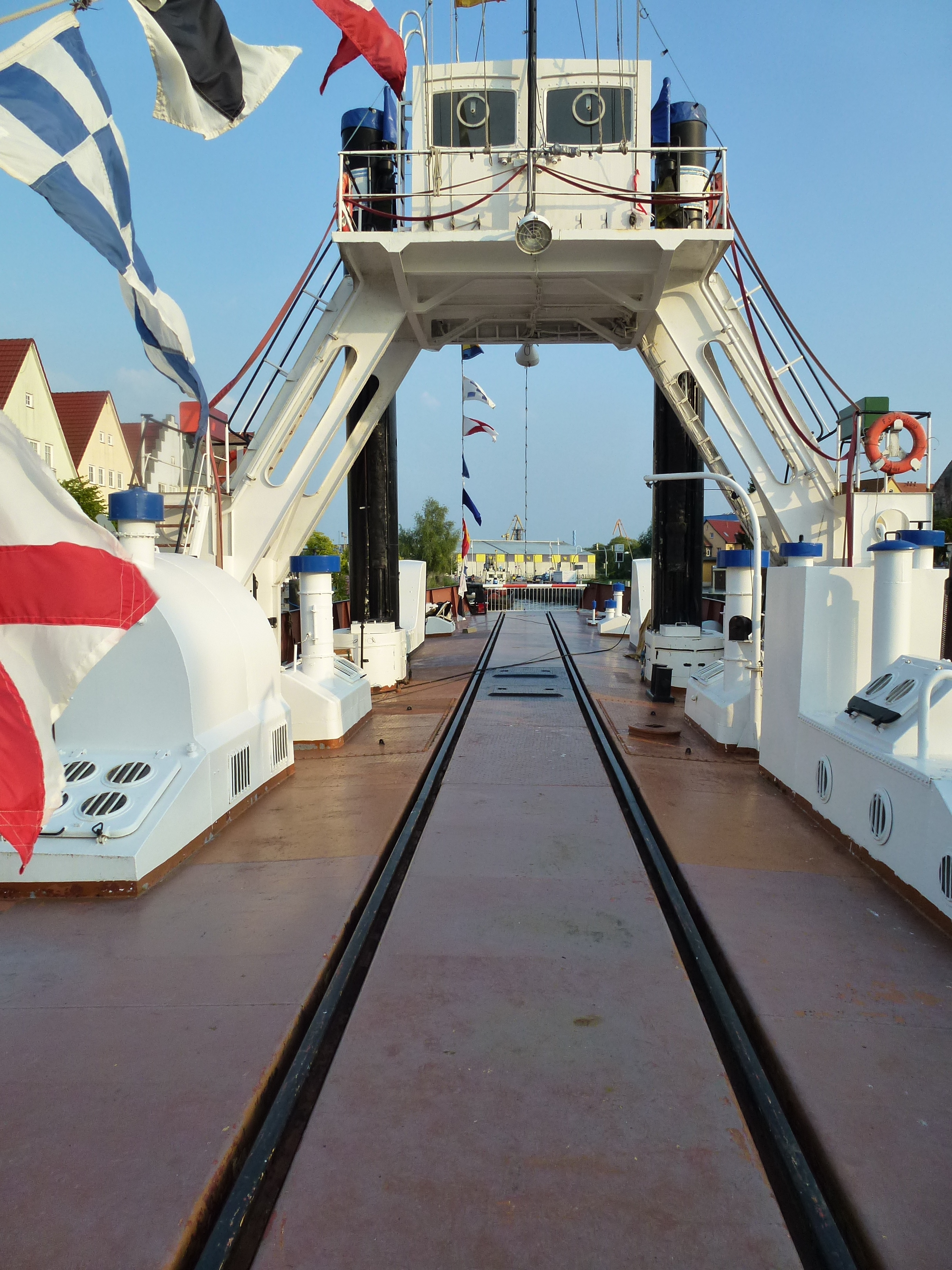
Pont ferroviaire
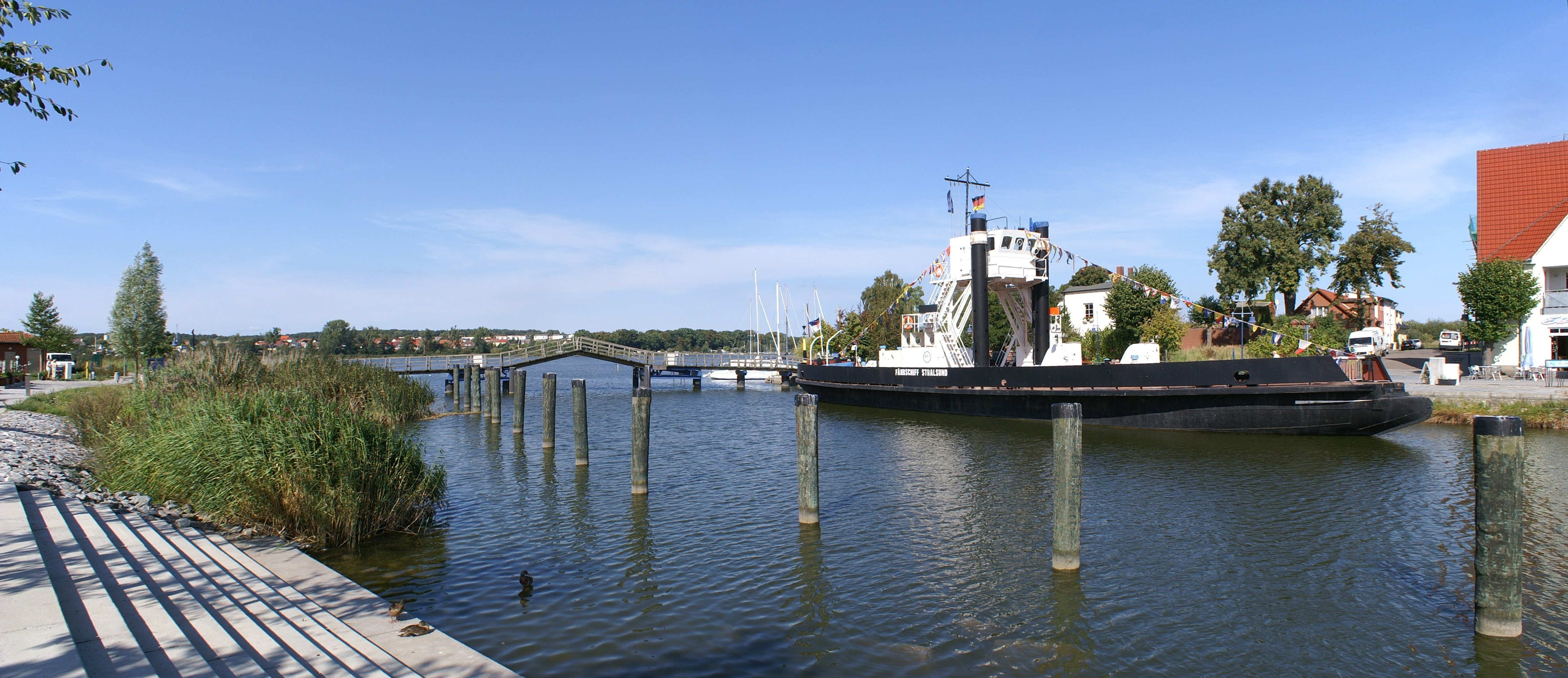
Stralsund